# Невинский, Виталий Игоревич
Вита́лий И́горевич Неви́нский (укр. Віталій Ігорович Невінський, позывной — Гурман; 26 августа 1996, Гусятин — 15 декабря 2022, Подгородное) — украинский военнослужащий, капитан, участник российско-украинской войны. Герой Украины (29 сентября 2023, посмертно).

## Биография
Виталий Невинский родился 26 августа 1996 года в Гусятине, ныне Гусятинской общины Гусятинского района Тернопольской области Украины.
Учился в Национальной академии сухопутных войск имени гетмана Петра Сагайдачного.
Командир горно-штурмовой роты 128-й отдельной горно-штурмовой бригады. Погиб 15 декабря 2022 года во время отражения штурмовых действий возле населённого пункта Подгородное Донецкой области.
Похоронен 23 декабря 2022 года на Аллее Героев Микулинецкого кладбища в Тернополе.
Осталась жена Татьяна и сын Назар.

## Награды
- Звание «Герой Украины» с удостоением ордена «Золотая Звезда» (8 июля 2023, посмертно) — за личное мужество и героизм, проявленные в защите государственного суверенитета и территориальной целостности Украины, верность военной присяге[1].
- Орден Богдана Хмельницкого III степени (7 апреля 2022) — за личное мужество и высокий профессионализм, проявленные в защите государственного суверенитета и территориальной целостности Украины, верность военной присяге[2].